# Unione Sportiva Lecce 1949-1950
Questa voce raccoglie le informazioni riguardanti l'Unione Sportiva Lecce nelle competizioni ufficiali della stagione 1949-1950.

## Divise
| Casa |

## Rosa
| N. |                   | Ruolo | Calciatore        |
| -- | ----------------- | ----- | ----------------- |
|    | Italia (bandiera) | P     | Giuseppe Eberle   |
|    | Italia (bandiera) | D     | Aldo Monsellato   |
|    | Italia (bandiera) | D     | Dario Ciccone     |
|    | Italia (bandiera) | D     | Antonio Bellucco  |
|    | Italia (bandiera) | D     | Giuseppe Colella  |
|    | Italia (bandiera) | D     | Cesare Rizzoli    |
|    | Italia (bandiera) | C     | Ferruccio Achilli |
|    | Italia (bandiera) | C     | Giovanni Trabucco |
|    | Italia (bandiera) | C     | Saverino Gorini   |
|    | Italia (bandiera) | C     | Osvaldo Corallo   |

| N. |                   | Ruolo | Calciatore           |
| -- | ----------------- | ----- | -------------------- |
|    | Italia (bandiera) | C     | G. Settimi           |
|    | Italia (bandiera) | C     | Gian Battista Opisso |
|    | Italia (bandiera) | C     | Alfredo Bicego       |
|    | Italia (bandiera) | A     | Goffredo Stabellini  |
|    | Italia (bandiera) | A     | Pantaleo Magurano    |
|    | Italia (bandiera) | A     | Luigi Morello        |
|    | Italia (bandiera) | A     | Franco Cardinali     |
|    | Italia (bandiera) | A     | Antonio Cillo        |
|    | Italia (bandiera) | A     | Savino Mosca         |
|    | Italia (bandiera) | A     | Luigi Silvestri      |

## Fonte
- WLecce.it.